# Clann Somhairle

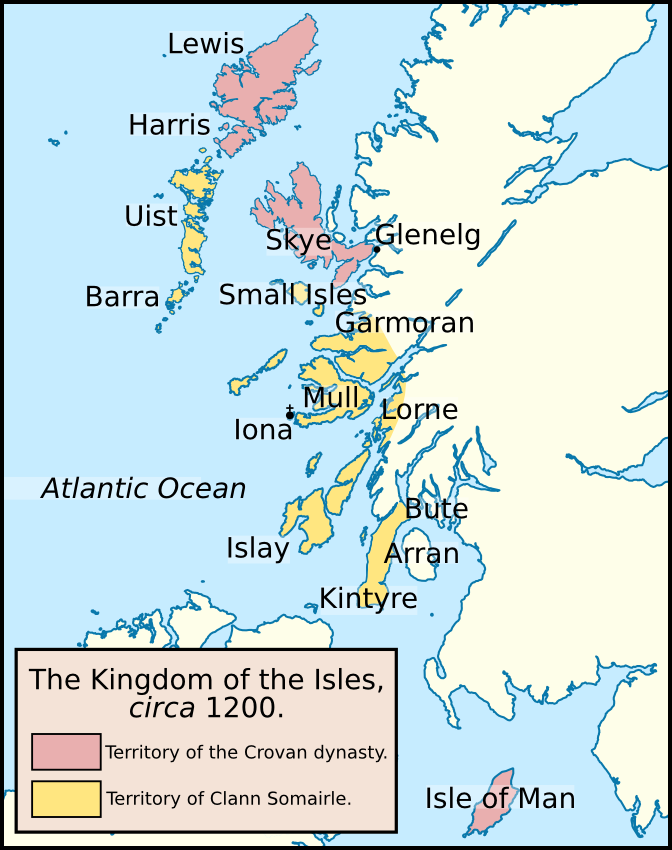
La división entre las tierras del Clann Somhairle y la dinastía Crovan, c. 1200.

Clann Somhairle, también Clan Sorley, (IPA ˌklæn ˈsɔːrli) fue una influyente familia gobernante de territorios escoceses e irlandeses descendientes de un caudillo hiberno-nórdico llamado Somerled, rey de Mann y las Islas, hijo de Gillebride mac Gilladomnan (†1164), thane de Argyll, y antepasado de Clann Domhnaill.  Principalmente son el Clan Donald, anteriormente conocido como el Señorío de las Islas, y el Clan MacDougall continental y todas sus numerosas ramas. El clan Macruari (Clann Ruaidhrí) es su clan perdido.
El historiador Alex Woolf cree que el Clann Somhairle puede considerarse como una rama cadete femenina de la dinastía Crovan.